# Парубочий Йосип Семенович
Йосип Семенович Парубочий (22 березня 1933 , Оглядів, Тернопільське воєводство  — 1 травня 2024 , Вузлове ) — український радянський діяч, голова колгоспу. Депутат Верховної Ради УРСР 10—11-го скликань, лауреат Шевченківської премії 1986 року, заслужений агроном УРСР.

## Біографія
Народився  22 березня 1933 року в селянській родині в селі Оглядів, тепер Шептицький район, Львівська область, Україна.
З 1952 року — агроном районного земельного відділу Лопатинського райвиконкому Львівської області. Служив у Радянській армії.
У 1955—1956 роках — дільничний агроном Лопатинської машинно-тракторної станції (МТС) Львівської області.
У 1956—1970 роках — голова колгоспу імені Карла Маркса село Куликів Радехівського району Львівської області.
Член КПРС з 1957 року.
У 1965 році закінчив заочно Львівський сільськогосподарський інститут.
У 1971—1991 роках — голова колгоспу імені Ярослава Галана село Вузлове Радехівського району Львівської області. Очолював робочу групу по забудові села Вузлового. Відповідав за координацію спільних зусиль проектантів Львівського філіалу «УкрНДІгіпросільгосп», підрядника ‑ тресту «Львівсільбуд» та інших зацікавлених організацій.
З 1992 року — голова сільськогосподарського колективного підприємства агрофірми імені Маркіяна Шашкевича село Вузлове Радехівського району Львівської області.
Потім — на пенсії в селі Вузлове Радехівського району Львівської області. Помер 1 травня 2024 року.

## Нагороди
- орден Леніна (22.12.1977)
- медалі
- лауреат Шевченківської премії (1986)
- заслужений агроном Української РСР (11.10.1968)